# Glyfáda
Glyfáda (em grego Γλυφάδα) é uma cidade da Grécia, localizada no subúrbio da capital Atenas. Está situada na parte meridional da área metropolitana. É uma das regiões mais sofisticadas da Grécia, com uma infinidades de cafés, restaurantes, butiques e casas noturnas. 

Sua população em 2001 era de 80.409 habitantes.

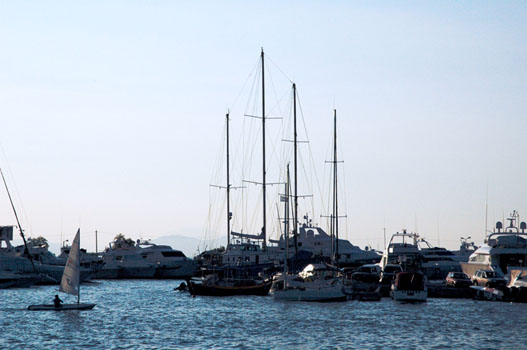
A marina de Glyfáda